# Chusquea uliginosa
Chusquea uliginosa là một loài thực vật có hoa trong họ Hòa thảo. Loài này được Phil. mô tả khoa học đầu tiên năm 1859.